# NGC 2469
NGC 2469 is een spiraalvormig sterrenstelsel in het sterrenbeeld Lynx. Het hemelobject werd op 18 maart 1790 ontdekt door de Duits-Britse astronoom William Herschel.

## Synoniemen
- UGC 4111
- MCG 10-12-35
- ZWG 287.17
- ARAK 147
- IRAS 07540+5648
- PGC 22327